# فرد اب
فرد اب (انگلیسی: Fred Ebb؛ ۸ آوریل ۱۹۲۸ – ۱۱ سپتامبر ۲۰۰۴) موسیقی‌دان اهل ایالات متحده آمریکا بود. وی بین سال‌های ۱۹۵۶ تا ۲۰۰۴ میلادی فعالیت می‌کرد.